# Cromato d'argento
Il cromato d'argento è un sale inorganico di formula Ag2CrO4. In condizioni standard appare come un solido cristallino di colore bruno, inodore, insolubile in acqua ma ben solubile in acido nitrico ed ammoniaca. Trova impiego come reagente nelle sintesi chimiche.

## Sintesi
Il cromato d'argento può essere ottenuto facendo reagire nitrato d'argento e cromato di potassio secondo la seguente reazione:
{\displaystyle {\ce {2AgNO3\ +\ K2CrO4\ ->\ Ag2CrO4\downarrow \ +\ 2KNO3}}}
Il cromato d'argento, insolubile in ambiente acquoso, precipita, mentre il nitrato di potassio (KNO3) rimane in soluzione.